# لويس كاستيلو
لويس كاستيلو (بالإنجليزية: Luis Castillo)‏ هو لاعب كرة قدم أمريكية أمريكي، ولد في 4 أغسطس 1983 في بروكلين في الولايات المتحدة.

## وصلات خارجية
- الموقع الرسمي
- لويس كاستيلو على موقع مرجع كرة القدم المحترفة.كوم (الإنجليزية)